# Antoine de Saint-Nectaire
Pour les autres membres de la famille, voir Famille de Saint-Nectaire.
Antoine de Saint Nectaire, mort le 15 septembre 1584 au château de Beauregard en Auvergne, est un prélat français, évêque de Clermont.

## Biographie
Frère (ou plutôt neveu) de François de Saint-Nectaire, évêque de Sarlat, il devient abbé de la Bénisson-Dieu.
Vicaire général de Bernardo Salviati, il lui succède comme évêque de Clermont en 1567.
Il assiste aux États généraux de Blois en 1576.